# Monsireigne
Monsireigne ist eine französische Gemeinde mit 989 Einwohnern (Stand: 1. Januar 2022) im Département Vendée in der Region Pays de la Loire. Sie gehört zum Arrondissement Fontenay-le-Comte und zum Kanton Les Herbiers (bis 2015: Kanton Pouzauges). Die Einwohner werden Sirénémontains genannt.

## Geographie
Monsireigne liegt etwa 40 Kilometer ostnordöstlich von La Roche-sur-Yon am Lay, der die Gemeinde nördlich begrenzt. Umgeben wird Monsireigne von den Nachbargemeinden Le Boupère im Norden, La Meilleraie-Tillay im Osten und Südosten, Chavagnes-les-Redoux im Süden, Sigournais im Südwesten sowie Saint-Prouant im Westen.

## Geschichte

### Internierungslager Monsireigne
In der Nähe des Bahnhofs von Monsireigne befanden sich Steinbrüche, aus denen vor allem Schotter für den Eisenbahn- und Strassenbau gefördert wurde. Hier wurden in der ersten Hälfte des 20. Jahrhunderts überwiegend Angehörige einer militärischen Strafkolonie  zur Arbeit herangezogen. Sie waren von Militärtribunalen zu sogenannter öffentlicher Arbeit verurteilt worden, die unter militärischer Aufsicht erledigt werden musste.
1939 war seitens des Kriegsministeriums geplant worden, das Militärlager zu einem Lager für deutsche Kriegsgefangene zu machen. Stattdessen wurde es nach dem Sieg der deutschen Wehrmacht im Westfeldzug kurzzeitig zu einem Lager für von den Deutschen gefangengenommene Franzosen.
Auf Anordnung der deutschen Besatzungsbehörden, wonach „Zigeuner in der besetzten Zone […] in Internierungslager verlegt werden [müssen], die von der französischen Polizei bewacht werden“, erließ der Präfekt der Vendée am 24. Oktober 1940 ein Dekret, in dem er bestimmte, dass ab sofort die Roma des Départements in einem Lager untergebracht werden müssen. Als Ort hierfür wurden die Baracken des ehemaligen Militärlagers am Rande der Steinbrüche bestimmt. Etwa 100 Sinti und Roma wurden hier vom 24. Oktober bis zum 18. November 1940 interniert.
Über die Zustände in diesem Lager ist nichts bekannt.

„Diese Episode hat im kollektiven Gedächtnis dieses kleinen Ortes in der Vendée kaum Spuren hinterlassen. «Es waren Menschen aller Altersgruppen anwesend, Männer, Frauen und ganz kleine Kinder", erinnert sich ein Einwohner der Gemeinde. Einige hatten Wohnwagen dabei… Es war ihnen erlaubt, das Lagergelände zu verlassen. Aber man sah sie kaum. Eines Tages wurden ihre Wohnwagen auf Waggons verladen. Die Eisenbahnlinie war ganz in der Nähe. Sie wurden mit dem Zug weggebracht. In welche Richtung? Ich habe es nie erfahren.»“

Die Internierten von Monsireigne wurden in das Lager Montreuil-Bellay  und in das Château de Châtillon in Boussais verlegt.
Als die Vendée im September 1944 befreit wurde, wurden in Monsireigne etwa ein Dutzend deutscher Soldaten interniert, von denen einige in den Steinbrüchen arbeiteten. Sie wurden später nach Châteaubriant verlegt. 1947 arbeiteten in den Steinbrüchen auch Asiaten, vermutlich Indochinesen, die während des Indochinakriegs von der französischen Regierung interniert worden waren.
Von dem 1952 endgültig geschlossenen Lager gibt es heute keine Spuren mehr.

## Bevölkerungsentwicklung
| Jahr                       | 1962 | 1968 | 1975 | 1982 | 1990 | 1999 | 2006 | 2017 |
| Einwohner                  | 841  | 858  | 725  | 703  | 688  | 740  | 809  | 972  |
| Quellen: Cassini und INSEE |      |      |      |      |      |      |      |      |

## Sehenswürdigkeiten
- Menhir La Pierre-Folle
- Kirche Mariä Himmelfahrt
- Museum Le Bois-Tiffrais zum französischen Aufstand im Westen